# Kildrummy
Kildrummy, schottisch-gälisch Cionn Droma, ist eine Ortschaft in der schottischen Council Area Aberdeenshire und Hauptort des gleichnamigen Parish. Sie liegt rund 23 Kilometer südwestlich von Huntly und 45 Kilometer nordwestlich von Aberdeen. Die nächstgelegene Ortschaft ist das vier Kilometer südwestlich gelegene Glenkindie. Kildrummy liegt westlich der Cairngorms am Nordufer des Don direkt an der A97, welche die Ortschaft an das Fernstraßennetz anschließt. Über einen Bahnanschluss verfügt das Dorf nicht. Die örtliche Grundschule wurde im Jahre 2003 geschlossen.

## Geschichte
Wahrscheinlich im 13. Jahrhundert wurde mit Kildrummy Castle eine der bedeutendsten Burgen der Region erbaut. Angeblich geht sie zurück auf den schottischen König Alexander II. Sie befand sich im Zentrum des Distrikts Mar und war lange Sitz der Earls of Mar. Kildrummy Castle wurde mehrfach belagert, im Jahre 1530 niedergebrannt und 1654 von Cromwell besetzt. Im Anschluss an den Zweiten Jakobitenaufstand 1745 wurde die Festung aufgegeben und ist heute nur noch als Ruine erhalten, die als Scheduled Monument klassifiziert ist.
Im Laufe des 13. Jahrhunderts entstand in Kildrummy die gotische St Bride’s Chapel. Ihre Ruinen sind heute als Scheduled Monument eingetragen. Im Jahre 1805 wurde sie durch die nahegelegene Kildrummy Parish Church ersetzt. Das ungewöhnlich gestaltete neogotische Bauwerk ist als Denkmal der höchsten schottischen Denkmalkategorie A klassifiziert.